# Macromitrium okabei
Macromitrium okabei är en bladmossart som beskrevs av Kyuichi Sakurai 1943. Macromitrium okabei ingår i släktet Macromitrium och familjen Orthotrichaceae. Inga underarter finns listade i Catalogue of Life.